# 斯坦尼斯拉夫·泰茨爾
斯坦尼斯拉夫·泰茨爾（1990年9月1日—）是一位捷克足球運動員。在場上的位置是右後衛。他現在效力於捷克足球甲級聯賽球隊布拉格斯拉維亞體育俱樂部。他也代表捷克國家足球隊參賽。

## 外部連結
- Soccerway資料庫：斯坦尼斯拉夫·泰茨爾
- Profile at Slavia Prague website （页面存档备份，存于）
- UEFA profile Archive.today的存檔，存档日期2013-08-29